# 河童千一夜
『河童千一夜』（かっぱせんいちや）は、水木しげるによる日本の漫画で、『漫画アクション』に連載された『河童シリーズ』の改題作品である。

## 概要
『河童シリーズ』は主に火野葦平の『河童曼陀羅』を下敷きにした、河童に纏わる短編漫画のシリーズ。『漫画アクション』（双葉社）に1969年6月から1970年7月まで連載。概ね月1回ペースで全15回掲載された。
最初の単行本は、連載終了後の1970年9月に双葉社の漫画アクション・コミックス『河童膏』として刊行。その後『河童千一夜』と改題され、日本文芸社、講談社、筑摩書房、朝日新聞出版と刊行されるが、まとめて全話収録された単行本は無く、それぞれ収録作品が異なっている。また、連載1回目に当たる『河童膏』は、多くの短編集に単体で収録されている。
2016年2月刊行の水木しげる漫画大全集『河童シリーズ[全]』にて、全15話が初めて完全収録された。

## 各話あらすじ

### 河童膏
1969年6月5日号
1965年の貸本漫画『ろくでなし』を雑誌向けに書き直した作品。
打ち身、切り傷に効く膏薬「河童膏」の原料は河童の皿だった。鈍太は皿取りを生業とするが今まで一皿も取れたことがなく、同僚の蛇麿からいつも蔑まれていた。そんなある日、鈍太は蛇麿が残酷な方法で皿を集めている事を知り、ショックを受ける。

### 梅林の宴
1969年8月21日号
土塚八左衛門は藩命で蓮根池を埋め立て始めるが、それに反対する河童達の中から太郎坊が交渉に現れる。八左衛門は一度は刀で追い返すが、太郎坊は剣の修行を経て再度現れる。2人の真剣勝負は連日続き、次第に多くの見物人が集まるようになる。

### 皿
1969年9月18日号
ある日、河童は井戸の中で皿屋敷の女幽霊お菊に出会う。お菊は9枚しかない皿を毎日数えており、河童は下心から10枚目の皿を探し始める。そして遂に皿を見つけ出し、河童は嬉々としてお菊に皿を渡すが、お菊にとってはありがた迷惑だった。

### 瓢箪
1969年10月9日号
日照りに悩む百姓の虎助は、田の水と引き換えに娘のアヤメを三郎河童へ嫁がせる事になってしまう。虎助は、嫁入り道具を川底に運んで貰ってから娘を送ると提案し、三郎河童は快諾する。そして一計をめぐらし、浮力の大きい瓢箪の束を嫁入り道具に選ぶ。

### 復讐
1969年11月6日号
河童の興助坊の妻キノは、貧乏猟師の宗八に撃ち殺され見世物小屋に売られてしまう。興助坊は人間に変身して見世物小屋へ行き、何とか死体だけは隠すことに成功。復讐に宗八の娘ヤヨイをかどわかそうと近づくが、いつしか2人は惹かれ合ってしまう。

### 小便
1969年12月4日号
高塔山の地蔵にはある由来があった。その昔、あんまの東六が森の淵で小便をすると、千匹の河童が現れた。その淵は、禁忌を破った河童達が溶けて溜まったものだった。村人たちは蘇った河童の退治法を考え、山伏の堂丸総学に河童を封じてもらうよう頼む。

### 曲馬団
1970年1月1日号
河童の「もた吉」は曲馬団のマリ子に恋をし、川に引きずり込もうとするがピエロに捕まってしまう。もた吉は罰として一座に加わる事になるが、マリ子と一緒なので内心嬉しかった。一方、仲間の河童たちは、もた吉を取り返そうと曲馬団と敵対するようになる。

### 花の下の井戸
1970年1月29日号
地蔵山の椎の木には河童が住むと言われていた。甚六は興味本位で椎の木を探る内に河童と接触し、気が付くと自らも河童になっていた。甚六は、これまでいた河童の代わりに、椎の木の側にある井戸で暮らすことになる。そして、それから7年が経過する。

### 詫び証文
1970年2月19日号
河童のケンビキ太郎の父は、寺の小僧・恵金の投げた石が頭の皿に命中してしまい絶命する。ケンビキ太郎は仲間と協力して恵金に神通力を掛けるが、高僧・海門和尚の法力で返り討ちに遭う。ケンビキ太郎は捕まってしまい、詫び証文を書く事を強要される。

### 蕎麦の花
1970年3月12日号
女河童の「お染」と狐の「与左衛門」は恋仲になるが、お互い異類との交歓を禁じる掟があるので慎重な付き合いが続いていた。そんなある夜、与左衛門は人間を化かそうと近づくが、逆に成敗されてしまう。お染は与左衛門が心配になり、禁を犯し会いに出かける。

### 河童の手
1970年4月2日号
河童の凡太坊は、助平心が原因で文左衛門に手を切られ奪われてしまう。手を返して貰うため、文左衛門からの無理難題に凡太坊は耐え続けるが、一向に返して貰えなかった。実は「河童の手」は人間の治療に使えるため、文左衛門は戦で大いに活用していた。

### きゅうり地獄
1970年5月13日号
旱魃と飢饉で餓死寸前の河童は、崖から落ちた先でキュウリの倉を発見する。狭い岩の隙間から倉に入り、思う存分キュウリを味わうが、体が太ってしまい岩の隙間を抜けられなくなってしまう。河童は出ることも出来ず、大量のキュウリに囲まれた日々を送り始める。

### 徳兵衛と丸子石
1970年6月18日号
薬屋の徳兵衛は、池にある祠で河童を目撃する。以来、徳兵衛は祠にキュウリを供えはじめ、警戒していた河童は徐々に顔を出すようになる。そして、人間と河童の関係が最良になった頃、河童の丸子石を薬に使うために、徳兵衛は河童の密殺を画策し始める。

### 髪様の壺
1970年7月2日号
1960年の貸本漫画『永仁の壺』を雑誌向けに書き直した作品。
ある2人の学生は「髪様」を調べる為に、北上川の集落を訪れる。そこで深い穴を探索すると、得体の知れない気配を感じながらも謎の壺を発見。学生は窮地を脱しながら壺を持ち帰る。それ以来、学生の身の回りでは、何者かが壺を狙って付きまとい始める。

### 花子河童
1970年7月16日号
川で溺れた人は「花子河童」と呼ばれる女河童に皆助けられていた。河童の甲羅が欲しい多吉は、溺れる振りをして花子河童を誘き寄せる。一度は生け捕りに成功するが逃げられてしまい、次は本当に川で自殺を図る。だが、花子河童は多吉だと知りつつ、又も助けに来る。

## 書籍情報
単行本
- 『河童千一夜』（ちくま文庫、1993年2月、ISBN 4-480-02698-3） - 15編中11編収録。
- 『河童千一夜』（朝日新聞出版、2008年6月、ISBN 978-4-02-214001-2） - 15編中14編（『皿』以外）収録。
- 『河童シリーズ[全]』（講談社〈水木しげる漫画大全集〉、2016年2月、ISBN 978-4-06-377560-0）

短編集
- 『幻想世界への旅〈妖怪ワンダーランド3〉』（ちくま文庫、1995年7月、ISBN 4-480-03063-8） - 『河童膏』のみ収録。
- 『まぼろし旅行記〈妖怪ワンダーランド7〉』（ちくま文庫、1995年7月、ISBN 4-480-03067-0） - 『徳兵衛と丸子石』のみ収録。
- 『水木しげる妖怪コレクション』（双葉文庫、2008年8月、ISBN 978-4-575-72681-7） - 『河童膏』のみ収録。
- 『水木しげる 奇談 貸本・短編名作選 異形の者・吸血鬼』（ホーム社、2009年8月、ISBN 978-4-8342-7459-2） - 『皿』のみ収録。

電子書籍
eBookJapanから『梅林の宴』、『瓢箪』、『蕎麦の花』、『河童の手』、『花子河童』の5編と、『河童膏』の元作品『ろくでなし』、『髪様の壺』の元作品『永仁の壷』が購入可能。